# Prince
 For alternative betydninger, se Prince (flertydig). (Se også artikler, som begynder med Prince)
 Der er for få eller ingen kildehenvisninger i denne artikel, hvilket er et problem. Du kan hjælpe ved at angive troværdige kilder til de påstande, som fremføres i artiklen.

Prince Rogers Nelson (født 7. juni 1958, død 21. april 2016) var en amerikansk musiker. Han var bedst kendt under navnet Prince, men har også været kendt under forskellige andre navne, blandt andet O(+>, som han brugte som sit kunstnernavn mellem 1993 og 2000. I denne periode blev han normalt omtalt som The Artist formerly known as Prince (kunstneren tidligere kendt som Prince). 
Prince var en produktiv sangskriver og musiker, der har udgivet flere hundrede sange både under eget navn og med andre kunstnere. Han har vundet syv Grammy Awards, en Golden Globe og en Academy Award. Han blev indlemmet i Rock and Roll Hall of Fame i 2004. Musikmagasinet Rolling Stone rangerede i 2008 Prince som nummer 27 på deres liste over "The 100 Greatest Artists of All Time".
Princes musikalske stil dækkede mange musikalske genrer. Herunder R&B, soul, funk, rock, blues, new wave, psykedelia, folkemusik, jazz og hiphop. Han er inspireret af blandt andet Jimi Hendrix, James Brown, Sly & the Family Stone, Curtis Mayfield, Parliament-Funkadelic, Stevie Wonder, Carlos Santana, Joni Mitchell, The Beatles, Duke Ellington og Miles Davis.
Princes død er omdiskuteret, eftersom der eksisterer flere forklaringer på, hvorfor han døde. Eksempelvis er en af forklaringerne, at han døde i sit hjem og optagelsesstudio i Paisley Park i Chanhassen, Minnesota, den 21. april 2016, efter at han havde haft influenzalignende symptomer. Derimod skriver New York Times, at Prince døde af en overdosis af smertestillende medicin.

## De unge år: 1978-1982
Prince har lige siden sin barndom været yderst musikalsk. Siden han var ni, har han spillet på guitar, og senere lærte han at spille på klaver. I sin collegetid havde han et band, der hed "Champagne". Senere gik de i opløsning, og Prince dannede et lille band bestående af to bassister og en på trommer. 
I 1978 gik de til et pladeselskab, som var begejstrede for Princes talent. Derfor fik han lynhurtigt en pladekontrakt. Efter flere måneder i studiet udgav de det overproducerede album For You som blev et flop. Da albummet kun solgte 400.000, overvejede pladeselskabet, om de skulle fyre ham. Men efter lange diskussioner blev de enige om, at de ville lade ham producere fem plader mere. Året efter udgav de klassikeren Prince som overraskende blev et hit i USA takket være nummeret "I Wanna Be Your Lover". Albummet solgte godt, og hurtigt fik han kultstatus. 
Dirty Mind blev udgivet i 1980. Albummet var mere New wave end de forrige albums, og den blev ikke lige så stor en kassesucces. Titelnummeret blev dog en succes. 
Efter sin første turne i USA udgav Prince i 1981 sit fjerde album, Controversy. Albummet blev hans mest solgte i fire år, og tre af singlerne blev hits i USA. Men han havde ikke succes i Europa på det tidspunkt. Efter sin anden turne, den såkaldte "Triple Treat"-turne, vendte Prince tilbage til studiet for at lave en mere mainstream lyd.

## Popstjerne: 1982-1990
I 1982 udgav han så sit femte album 1999. Lyden havde ændret sig radikalt. Den var blevet til New Wavepop, og Princes look havde ændret sig fra langt hår til lilla, Jimi Hendrix posede skjorter og stramme lilla bukser. Albummet slog igennem Europa og Australien og solgte 10 millioner eksemplarer.
Året efter i 1984 udgav Prince sin første spillefilm Purple Rain. Filmen blev et kæmpehit, og dens soundtrack solgte over 25 millioner eksemplarer og havde tre nummer et-hits. 
Efter en kæmpe turne, udgav Prince i 1985 sit syvende album Around The World In A Day. Lyden havde ændret sig til psykedelisk pop, og hans fans blev skuffede over lyden. Albummet solgte 10,2 millioner, og havde to hits, "Raspberry Beret" og "America".
I 1986 udgav Prince sin anden spillefilm Under The Cherry Moon. Selv om kritikerne generelt var positive, blev filmen ikke lige så stor en succes som Purple Rain. Soundtracket (Parade) blev dog hans næstbedst sælgende album med hele 16 millioner eksemplarer takket være #1 hittet Kiss.
Året efter udgav Prince Sign O The Times. Albummet solgte godt og fik to hits. Prince tog efterfølgende på sin femte verdensturne. 
I 1988 udgav han sit 10ende album; LoveSexy. I tiden mellem Sign O The Times og LoveSexy havde han færdiggjort albummet The Black Album, som han dog kort før udgivelsen valgte at trække tilbage. I 1989 udgav han det succesfulde soundtrack til Tim Burtons Batman, der solgte 5 mio. eksemplarer. Efter dette udgav han soundtracket til sin tredje og sidste spillefilm Graffiti bridge der på trods af hittet Thieves in the Temple ikke kunne hamle op med Purple Rain og Parade. I løbet af disse otte år havde Prince etableret sig som en af de største performere og musikere i historien.
Fra 1989 til 1990 dannede han par med danske Mayianne Dinesen.

## Dalende salgstal: 1990-2001
I 1992 udgav Prince sit 12. album Diamonds And Pearls. Albummet blev hans mest succesfulde i de næste ni år. Det havde to nummer-et hits, selvom kritikerne ikke var videre begejstret for materialet. Året efter udgav han The Hits 1,2 & 3, som blev en mellem succes.
Fra 1994-1998 udgav Prince fem albums, som alle blev flops. I forbindelse med en strid om varemærkerettighederne til navnet "Prince", skiftede han navn til et uudtaleligt symbol (kaldet "The Symbol" og undertiden skrevet som "O)+>") og blev et Jehovas Vidne.[kilde mangler] Musikken blev mere eksperimenterende, og mange fans takkede af. 
I 2001 udkom det meget sælgende greatest hits album The Very Best Of samt det mere eksperimenterende The Rainbow Children, hvor Prince krydser mange genrer (jazz, cabaret mm.). Trods enkelte lyspunkter lykkes det dog ikke helt at finde en klar musikalsk linje.

## Comeback: 2004-2016
I 2004 vendte Prince stærkt tilbage med albummet Musicology, hvor han bevidst spiller på "old school"-aspektet (”Wish I had a dollar for every time they say: Don’t you miss the feeling the music gave you back in the days?”). Cd’en indeholder Prince-hits som titelnummeret (hvis video findes på cd’en) og ”A Million Days”. Med albummet vendte også salgstallene opad igen.
Senere (2006) kom albummet 3121, inklusiv hittet "Black Sweat". En lidt mere ujævn udgivelse, men med mange tegn på den retning Prince atter var ved at få i sin musik. Samme år udkom også Ultimate, der rummer 28 af Princes største hits gennem tiden – helt tilbage fra "I Wanna Be You Lover" – heraf flere i remix-udgaver.
I 2007 udgav Prince Planet Earth, der atter viser ham som en sand mester i både den spændstige, jazz-influerede funk-rock (”Chelsea Rodgers”, ”Guitar”) – og indsmigrende ballader ("Mr. Goodnight"). Albummet indeholder (som Musicology) mange referencer til tidligere Prince-udgivelser fra perioden i slutningen af 1980’erne – og blev pænt modtaget af anmelderne. 
Hvor Prince på mange af de foregående udgivelserne selv stod for næsten samtlige instrumenter og stemmer, så er bandet New Power Generation tilbage på Planet Earth.
I juli 2010 spillede Prince på Orange scene på Roskilde Festival, i oktober samme år spillede han i Forum. Med sig havde han bl.a. sin danske bassist Ida Nielsen, også kendt under navnet bassida. I august 2011 spillede han to koncerter på femøren i København, og i august 2013 spillede han på bøgescenen på Smuk Fest, nu med sit band, 3rdeyegirl bestående af tre kvindelige musikere, som udover førnævnte bassist Ida Nielsen bestod af amerikanske Donna Grantis (guitar) og canadiske Hannah Welton (trommer) .

## Diskografi
Dette er en liste over udvalgte album udgivet af Prince siden hans debut i 1978. 
- For You (1978)
- Prince (1979)
- Dirty Mind (1980)
- Controversy (1981)
- 1999 (1982)
- Purple Rain (1984)
- Around the World in a Day (1985)
- Parade (1986)
- Sign “☮” the Times (1987)
- Lovesexy (1988)
- Batman (1989)
- Graffiti Bridge (1990)
- Diamonds and Pearls (1991)
- (aka Love Symbol) (1992)
- Come (1994)
- The Black Album (1994)
- The Gold Experience (1995)
- Chaos and Disorder (1996)
- Emancipation (1996)
- Crystal Ball/The Truth (1998)
- Newpower Soul (1998)
- The Vault: Old Friends 4 Sale (1999)
- Rave Un2 the Joy Fantastic (1999)
- The Rainbow Children (2001)
- One Nite Alone... Live! (2002)
- N.E.W.S (2003)
- Musicology (2004)
- 3121 (2006)
- Ultimate (2006)
- Planet Earth (2007)
- Lotusflow3r  (2009)
- 20Ten (2010)
- Plectrumelectrum (2014)
- Art Official Age (2014)
- Hitnrun Phase One (2015)
- Hitnrun Phase Two (2015)

Posthume albums
- Piano and a Microphone 1983 (2018)
- Originals (2019)
- Welcome 2 America (2021)